# مونت غوند
مونت غوند (بالإنجليزية: Mont Gond)‏ هو أحد جبال سلسلة جبال الألب البرنية ويقع في كانتون فاليز في سويسرا. يحتل المرتبة رقم 291 في قائمة جبال سويسرا من حيث الارتفاع، إذ يبلغ ارتفاعه حوالي 2710 متر، بينما يبلغ ارتفاع نتوء الجبل 395 متر.